# Dopravní nehoda

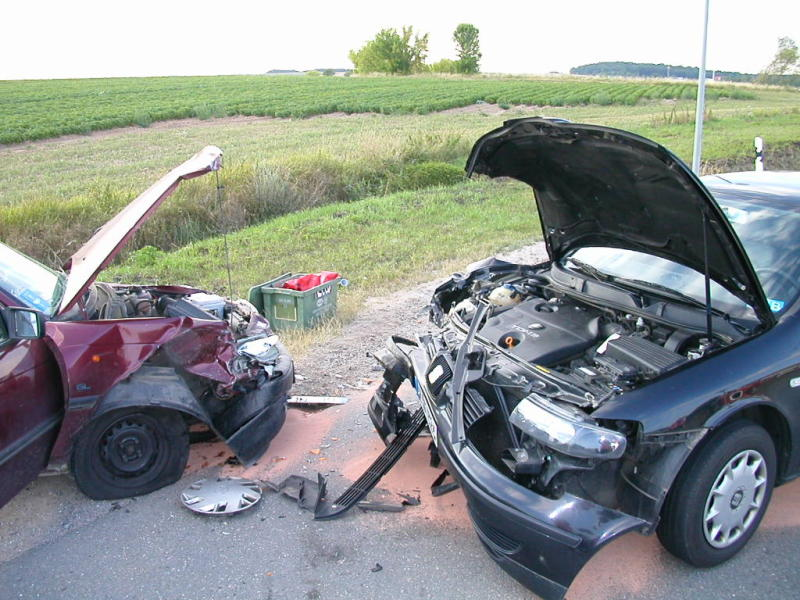
Dopravní nehoda

Dopravní nehoda je nepředvídaná kolize jednoho nebo více dopravních prostředků, při níž dojde ke hmotné škodě nebo ke zranění. Obvykle se termínem dopravní nehoda označuje nehoda v provozu na pozemních komunikacích, ale nehodami jsou též obdobné události v drážní, vodní nebo letecké dopravě.
Po nehodě je nutné snížit nebo vyloučit riziko dalších škod (další nehoda, požár, výbuch) a poskytnout první pomoc zraněným. K závažnějším nehodám bývá podle potřeby volána zdravotnická záchranná služba, hasiči a podobné záchranné týmy. Právní řády jednotlivých států stanoví, za jakých podmínek je nutné k nehodě volat i policii a jaký postup má přispět k vyšetření příčin nehody. Někdy bývají k nehodám voláni i zástupci pojišťoven.
Na danou vzdálenost je v USA nejvíce úmrtí při nehodách motorek (přibližně úmrtí na 4 miliony mil) a poté osobních automobilů (přibližně úmrtí na 200 milionů mil). V Rusku je ale úmrtnost na silnicích zhruba úmrtí na 5 milionů kilometrů.

## Silniční nehody
Dopravní nehoda na pozemní komunikaci je událost, při níž dojde k usmrcení nebo zranění osoby nebo ke škodě na majetku v přímé souvislosti s provozem vozidla v pohybu. Účastníci nehody, případně osoby podílející se na záchranných pracích v případě nehody mají zabránit vzniku dalších škod, zajistit první pomoc a splnit povinnosti směřující k řádnému vyšetření nehody. V některých typech případů jsou účastníci povinni přivolat k nehodě policii.

## Mimořádné události v drážní dopravě

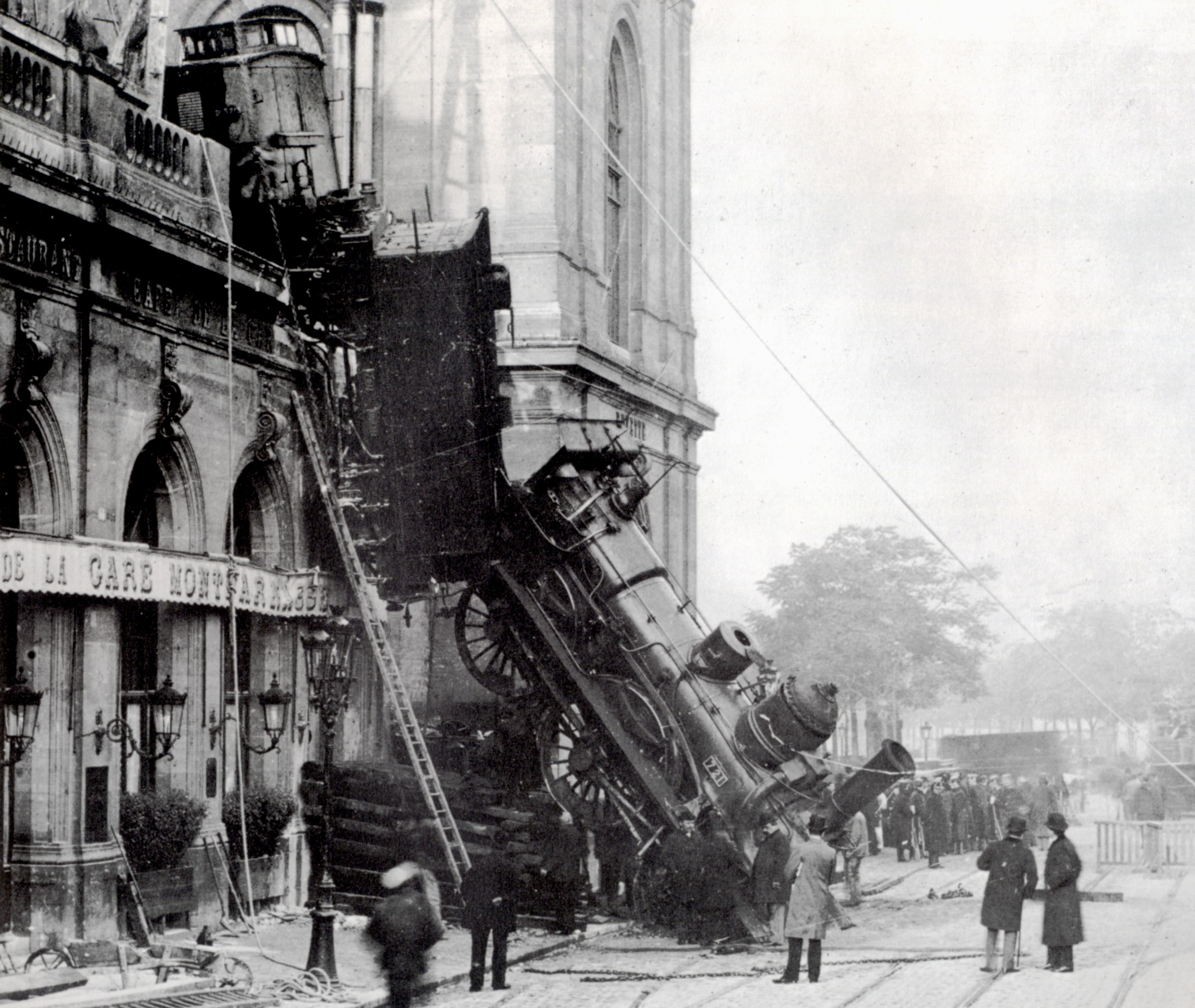
Železniční nehoda na Gare Montparnasse v Paříži, 22. října 1895.

Drážními nehodami jsou především železniční nehody a tramvajové nehody, případně nehody na jiných kolejových drahách (pozemní lanová dráha, metro). V České republice spadají do stejného právního režimu i visuté lanové dráhy a také trolejbusová doprava, jejíž nehody jsou ovšem zároveň vždy i silničními nehodami.
Nehody se rozdělují podle závažnosti. V České republice se za závažnou nehodu považuje srážka nebo vykolejení drážních vozidel, ke kterým došlo v souvislosti s provozováním drážní dopravy, s následkem smrti či újmy na zdraví nejméně 5 osob nebo škody velkého rozsahu (ve smyslu trestního zákoníku). Mezi ostatní nehody patří ty události, jejichž následkem někdo zemře nebo dojde újmy na zdraví nebo při nichž vznikne značná škoda (ve smyslu trestního zákoníku).
V drážní dopravě se kromě nehod evidují a vyšetřují také jiné události, které sice nezpůsobí újmu na zdraví ani větší škodu, ohrožují nebo narušuje bezpečnost, pravidelnost a plynulost provozování drážní dopravy, bezpečnost osob a bezpečnou funkci staveb a zařízení nebo ohrožují životní prostředí. Takové události se v českém právu nazývají ohrožení. Nehody i ohrožení jsou zahrnuty pod společný pojem mimořádná událost v drážní dopravě.
Drážní nehody v Česku vyšetřuje policie, všechny mimořádné události (nehody i ohrožení) sleduje a vyšetřuje speciální odborná organizace, Drážní inspekce.

## Nehody na vodní cestě
Příčinou nehod ve vodní dopravě může mít například srážka lodí, náraz na dno nebo na pevninu, technická závada nebo špatná konstrukce plavidla. Nejtragičtější následky při vodní dopravě mívá potopení lodi, ostatní nehody si často vynutí náročnou opravu plavidla.

## Letecké nehody a incidenty
Nejtypičtější a nejtragičtější leteckou nehodou je pád letadla. Vzhledem k závažnosti nehod v letectví se sledují a vyhodnocují také méně závažné události, které mohou ovlivnit bezpečnost provozu. Taková událost se nazývá incident, a dojde-li téměř k letecké nehodě, tak vážný incident. Vyšetřováním příčin nehod a incidentů se zabývá v Česku specializovaný odborný ústav.